# 1924 au Nouveau-Brunswick
Chronologie du Nouveau-Brunswick
- 1920
- 1921
- 1922
- 1923
- 1924
- 1925
- 1926
- 1927
- 1928

Cette page concerne des événements survenus en 1924 dans la province canadienne du Nouveau-Brunswick.

## Événements
- Mise en service de la raffinerie d'Irving Oil de Saint-Jean
- 5 mai : l'ancien premier ministre Clifford William Robinson est nommé sénateur.
- 7 octobre : le libéral William Bunting Snowball remporte l'élection partielle fédérale de Northumberland à la suite de la mort de John Morrissy.

## Naissances
- 2 avril : Fernand Nadeau, député
- 3 mai : Louis Haché, écrivain
- 4 juin : Leonard Jones, homme politique
- 8 juillet : Joseph Luc Alfred Savoie, député
- 20 juillet : Mort Garson, compositeur

## Décès
- 28 mai : David Irvine, député.
- 31 juillet : John Morrissy, député et ministre.
- 9 août : Frank Broadstreet Carvell, député et ministre.
- 2 septembre : George William Fowler, député et sénateur